# Relic (film)
Pour les articles homonymes, voir Relic.
Pour plus de détails, voir Fiche technique et Distribution.
Relic ou La Relique au Québec et au Nouveau-Brunswick (The Relic) est un thriller horrifique multinational réalisé par Peter Hyams et sorti en 1997. Il s'agit de l'adaptation libre du roman du même titre de Douglas Preston et Lincoln Child, premier tome des aventures de l'inspecteur Aloysius Pendergast, paru en 1995.

## Synopsis
L'anthropologue James Whitney envoie au Musée Field d'histoire naturelle de Chicago deux caisses en provenance du Brésil. Celles-ci contiennent une statuette en pierre ainsi que des plantes recouvertes d'œufs rouges d'une espèce inconnue. Peu après, le Lieutenant Vincent D'Agosta enquête sur la mort de l'équipage du cargo qui transportait ces caisses. Bientôt, des meurtres sont perpétrés au sein même du museum qui se prépare à accueillir une exposition sur le thème de la superstition. Le tueur semble emporter l'hypothalamus de ses victimes, ou s'en nourrir. D'Agosta fait la rencontre de la biologiste Margo Green, qui découvre un lien entre les morts et les mystérieuses plantes envoyées depuis le Brésil. Mais alors que l'exposition bat son plein, le tueur frappe de nouveau…

## Fiche technique
Sauf indication contraire, les informations mentionnées dans cette section peuvent être confirmées par la base de données cinématographiques IMDb,  présente dans la section « Liens externes ».
- Titre original : The Relic
- Titre français : Relic
- Titre québécois : La Relique
- Titre allemand : Das Relikt
- Réalisation : Peter Hyams
- Scénario : Amy Holden Jones, John Raffo, Rick Jaffa et Amanda Silver, d'après le roman du même titre de Douglas Preston et Lincoln Child
- Musique : John Debney
- Décors : Philip Harrison
- Costumes : Daniel J. Lester
- Photographie : Peter Hyams
- Montage : Steven Kemper
- Production : Gale Anne Hurd et Sam Mercer
- Sociétés de production : British Broadcasting Corporation, Cloud Nine Entertainment, Marubeni Corporation, Pacific Western, Paramount Pictures, PolyGram Filmed Entertainment, Tele-München, Toho-Towa et Universal Pictures
- Sociétés de distribution : Paramount Pictures (États-Unis), PolyGram Film Distribution/UGC Fox Distribution (France)
- Pays d'origine :  États-Unis,  Royaume-Uni,  Allemagne,  Japon
- Langue originale : anglais
- Budget : 60 millions de dollars[réf. nécessaire]
- Format : couleur - 2.35 : 1 CinemaScope
- Genres : thriller, horreur, fantastique
- Durée : 110 minutes
- Dates de sortie : 
  - États-Unis : 10 janvier 1997
  - France : 29 janvier 1997
  - Suisse romande : 28 février 1997
  - Allemagne : 1er mai 1997
  - Royaume-Uni : 16 mai 1997
  - Japon : 31 mai 1997
- Interdit aux moins de 16 ans[Où ?]

## Distribution
- Penelope Ann Miller (VF : Nathalie Régnier, VQ : Christine Séguin) : Dr Margo Green
- Tom Sizemore (VF : Érik Colin, VQ : Jean-Luc Montminy) : l'inspecteur Vincent D'Agosta
- Linda Hunt (VF : Katy Vail, VQ : Élizabeth Chouvalidzé) : Dr Ann Cuthbert
- James Whitmore (VF : Jean Berger, VQ : Vincent Davy) : Dr Albert Frock
- Lewis Van Bergen : Dr John Whitney
- Clayton Rohner (VF : Philippe Vincent, VQ : Jacques Lussier) : le détective Hollingsworth
- Chi Moui Lo : Dr Greg Lee
- Thomas Ryan : Tom Parkinson
- Robert Lesser (VF : Jean-Pierre Leroux) : le maire Robert Owen
- Francis X. McCarthy : M. Blaisedale
- Constance Towers : Mme Blaisedale
- John Kapelos (VF : Richard Leblond) : McNully
- Don Harvey (VF : Gabriel Le Doze) : Spota
- Dave Graubart : Eugene
- Eddie Jemison : l'employeur dans le musée

## Musique
Albums de John Debney
Ligue de justice d'Amérique Liar Liar
La musique du film est composée par John Debney, dont l'album est distribué par Super Tracks Music Group en 1997.
Liste de pistes
1. The Relic (4:55)
2. Searching / First Attack (2:22)
3. Dark Hallway / The Jumper (1:25)
4. Grisly Discovery (1:55)
5. Tunnels (4:01)
6. Exhibit Preview (2:33)
7. Lights Out (2:45)
8. Stairway to Hell (1:07)
9. Patrons Arrive (1:15)
10. SWAT Team Attack (4:43)
11. Hormones (1:06)
12. Setting the Trap (2:34)
13. Face to Face (6:01)
14. Theme from the Relic (5:10)

## Autour du film
- Relic est librement basé sur le premier tome des aventures de l'inspecteur du FBI Pendergast, de Douglas Preston et Lincoln Child. On note cependant beaucoup de différences entre le film et le roman : l'absence même des personnages de Pendergast et du journaliste Bill Smithback; le scientifique Greg Kawakita renommée Lee; ou encore le lieu de l'action qui se situe à Chicago et non plus New York.
- La créature de Relic, créée par Stan Winston (1946-2008), déjà oscarisé pour Aliens, le retour ou Jurassic Park, se présente tout d'abord sous la forme d'une longue et lourde combinaison soutenue par une armature métallique, puis sa représentation infographique permet aux ingénieurs de créer les mouvements de la créature.
- Harrison Ford devait initialement jouer le rôle de Vincent d'Agosta, qui est finalement donné à Tom Sizemore.

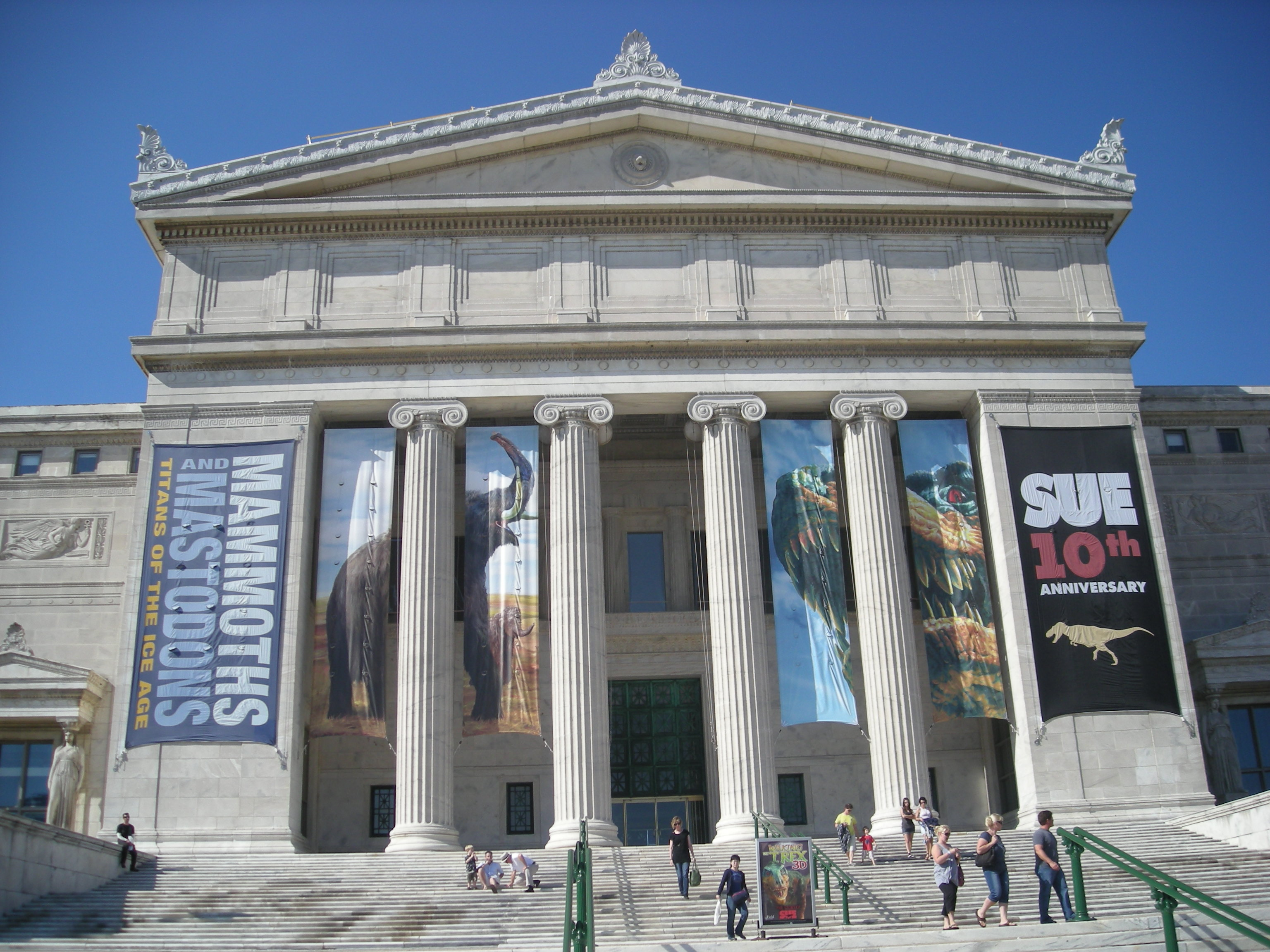
Musée Field à Chicago.

- On n'aperçoit vraiment la créature Kothoga que dans la deuxième partie du film parce que son créateur, Stan Winston, ne l'a pas complétée à temps pour les premières scènes visuelles. C'est l'une des raisons du retard de la sortie du film.
- Les scènes extérieures du Musée d'Histoire naturelle de Chicago sont tournées sur les lieux mêmes. Par contre, les scènes intérieures sont tournées dans un studio à Hollywood.
- Le film devait sortir en août 1996, mais les travaux sur les effets spéciaux ont fait retarder la première en janvier 1997.

### Documentation
- Agression Animale : The relic